# 陈平初
陈平初（1934年3月—），浙江嘉善人，中华人民共和国政治人物、外交官。
1934年3月，陈平初出生于浙江嘉善。1948年考入苏州中学。1954年进入中华人民共和国外交部。
1993年，接替吴明廉，担任中华人民共和国驻肯尼亚大使。1996年，由安永玉接任。